# Calcium Kid
Calcium Kid ist eine britische Filmkomödie von Alex De Rakoff aus dem Jahr 2004.

## Handlung
Jimmy Connelly ist Milchmann. Und er liebt seinen Job, ebenso wie das Boxen. Seit Jahren durch Extraportionen Kalzium gestählt, besiegt er eines Tages im Training Pete Wright. Dieser ist eigentlich gerade dabei, sich für den Jahrhundertkampf gegen den Weltmeister im Mittelgewicht, Jose Mendez, vorzubereiten. Der siegorientierte Trainer Herbie Bush versucht nun verzweifelt aus dem naiven Jimmy einen neuen Boxstar namens Jimmy „Calcium Kid“ Connelly – den neuen Herausforderer für den Weltmeister Jose Mendez zu machen. Doch der brave, behütete Junge ist dem harten Business nicht gewachsen und steht nach kurzer Zeit vor den Scherben seiner Existenz.
Im Vorfeld des Kampfes mit Mendez muss Jimmy an einer Pressekonferenz teilnehmen. Trainer Bush empfiehlt ihm, Mendez auf den Kampf anzusprechen und ein wenig zu provozieren, was am Ende jedoch nach hinten losgeht. Nachdem Jimmy den Schaden erkannt hat, den Bush angerichtet hat, sagt er den Kampf kurzerhand ab und zieht sich zurück. Bush und das Trainingsteam suchen nach Jimmy und finden ihn, als er gerade dabei ist seinen alten Milchwagen zu reinigen. Letztendlich lässt sich Jimmy doch wieder zur Teilnahme an dem Kampf überreden.
Im Umkleideraum, wenige Minuten vor dem Kampf, als Jimmy und sein Team hinter die Bühne gehen, erscheint plötzlich der gedemütigte Wright mit einem Gewehr. Er nimmt die Anwesenden einschließlich des gerade arbeitenden Kamerateams als Geiseln und bringt sie in einen Raum. Er zwingt Jimmy bereits hier gegen Mendez zu kämpfen, den er ebenfalls als Geisel genommen hat. Unter laufender Kamera beginnt Jimmy zu boxen, wird aber schon bald von Mendez scheinbar schwer getroffen. Diesen Moment ausnutzend wehrt sich Jimmy gegen den Geiselnehmer, aber dieser schlägt ihm zunächst den Gewehrkolben gegen den Kopf und erschießt dann Mendez. Jimmy soll nun auch um sein Leben beten, woraufhin Jimmy Wright mit einem gezielten Boxhieb niedergeschlagen und besiegen kann.
Mit der Aufzeichnung der Filmcrew wird Jimmy zum Helden, nicht nur in seiner Heimatstadt, sondern auch in ganz Großbritannien.

## Kritik
Kino.de wertete: „In erster Linie wegen Orlando Bloom und nicht auf Grund der zum Ende abnehmenden Witzdichte interessante Mockumentary ums Box-Biz, die sich nur bedingt originell zwischen „Rocky“ und historischen Personen wie Muhammad Ali behauptet. Die im trockenen Brit-Stil erzielten Rhythmus und Timing passen zwar perfekt, doch mit beschleunigter Drehzahl des Es-wird-immer-schlimmer-Karussells werden aus Gags eine Zynismus-Revue, die sich zunehmend von seiner Hauptfigur entfernt und damit unter ihren Möglichkeiten bleibt.“
Die Internetplattform Rotten Tomatoes verzeichnete bei fünf ausgewerteten Kritiken keine positive. Bei der Internet Movie Database bewerteten die Benutzer den Film bislang mit 5,5 von 10 Sternen. Das Lexikon des internationalen Films urteilte, dass der Film zwar beim Timing überzeuge, es ihm aber an Witz mangele. Zum gleichen Ergebnis kam die Filmzeitschrift Cinema, sie schrieb aber auch: „‚Troja‘-Held Orlando Bloom spielt den Underdog mit jungenhaftem Charme“.

## Synchronisation
| Rolle                | Darsteller/in   | Deutsche Synchronstimme |
| -------------------- | --------------- | ----------------------- |
| Jimmy Connelly       | Orlando Bloom   | Philipp Moog            |
| Angel                | Billie Piper    | Sonja Spuhl             |
| Clive Connelly       | Frank Harper    | Detlef Bierstedt        |
| Herbie Bush          | Omid Djalili    | Lutz Schnell            |
| José Mendez          | Michael Peña    | Nicola Devico Mamone    |
| Mags Livingston      | Lyndsey Marshal | Cathlen Gawlich         |
| Paddy O’Flannagan    | David Kelly     | Hasso Zorn              |
| Pat Connelly         | Ronni Ancona    | Anke Reitzenstein       |
| Pete Wright          | Tamer Hassan    | Jörg Hengstler          |
| Sebastian Gore-Brown | Mark Heap       | Frank Schaff            |
| Stan Parlour         | Rafe Spall      | Simon Jäger             |